# Глобальний договір ООН в Україні

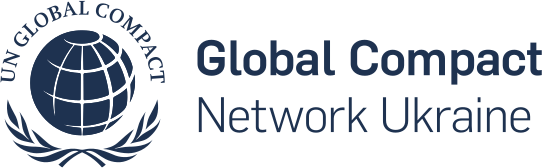

| Глобальний договір ООН в Україні | Глобальний договір ООН в Україні  |
| -------------------------------- | --------------------------------- |
| Дата заснування                  | 2013 рік                          |
| Генеральна директорка            | Тетяна Сахарук                    |
| Кількість компаній-учасниць      | 126 (станом на червень 2023 року) |
| Сайт                             | https://globalcompact.org.ua/     |

Глобальний договір ООН в Україні — це українська мережа найбільшої у світі спільноти відповідальних бізнесів. Глобальний договір ООН в Україні є  офіційним представником глобальної мережі UN Global Compact, особливої ініціативи Генерального секретаря ООН, що закликає компанії вибудовувати свою діяльність та стратегію з урахуванням 17 Цілей сталого розвитку та на основі 10 Принципів ГД ООН у галузі прав людини, трудових відносин, захисту довкілля і боротьби з корупцією. Організація налічує понад 22 тис. учасників у 162 країнах світу.  
Україна приєдналася до Глобального договору ООН у 2013 році. Станом на червень 2023 року українська мережа налічує 126 компаній-учасниць. Генеральною директоркою українського представництва Глобального договору ООН є Тетяна Сахарук.
Глобальний договір ООН в Україні виступає діалоговою та навчальною платформою, яка об'єднує бізнес, громадянське суспільство та урядові організації для спільної роботи над прогресом у досягненні сталого розвитку. З початку повномасштабного вторгнення Росії в Україну організація працює над підтримкою українців, постраждалих від подій війни, а також фокусується на пошуку шляхів сталої повоєнної відбудови України.
Щоби допомогти компанія в досягненні Цілей сталого розвитку ООН, Глобального договору ООН в Україні реалізовує низку проєктів.

### Mental Help

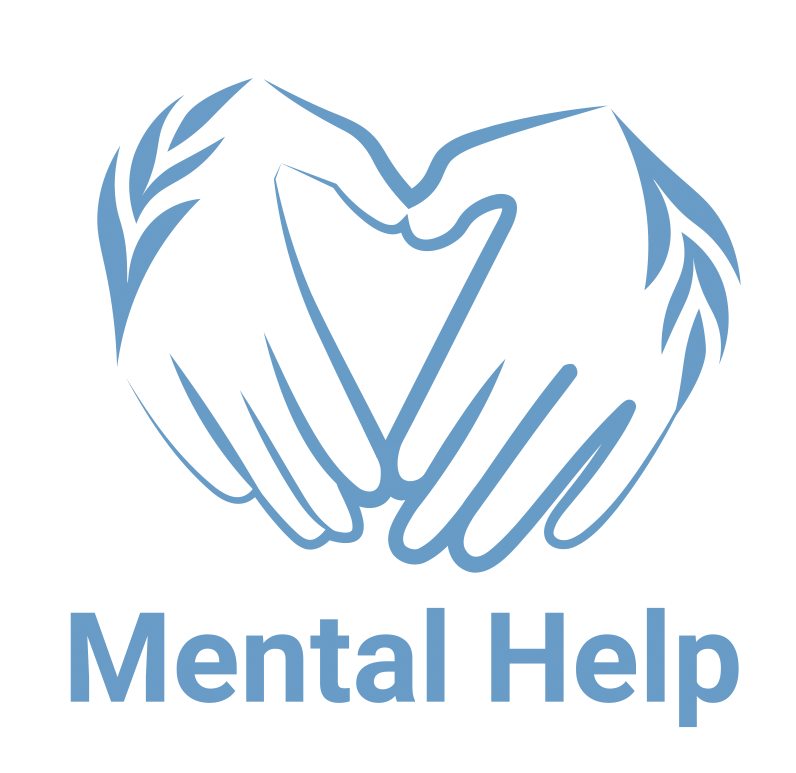
Безкоштовна психологічна підтримка

Воєнна агресія Росії завдала непоправних наслідків не тільки фізичному, але і психологічному здоров’ю українців. За даними Міністра охорони здоров’я, 15 млн українців потребуватимуть психологічної допомоги. Серед них — і діти, і дорослі, і люди літнього віку. На жаль, не всі українці можуть дозволити собі оплатити послуги професійного психолога. Але всі вони заслуговують на психологічну підтримку й піклування. Щоби зробити психологічну допомогу для українців доступною та зручною, Глобальний договір ООН в Україні запустив проєкт «Mental Help». Його мета — надати безкоштовно психологічні послуги людям, які постраждали від війни Росії проти України. 
«Mental Help» — це платформа, на якій кожна людина може пройти сеанси терапії з фахівцем абсолютно безкоштовно.
Проєкт не лише допомагає українцям впоратися з травмами війни й повернути психологічне здоров’я. Він також забезпечує роботою десятки психологів і в такий спосіб підтримує добробут наших співгромадян.
Партнери проєкту: UKRSIBBANK BNP Paribas Group, Schneider Electric, Fondation de France та Глобальний договір ООН у Франції.
Амбасадоркою проєкту «Mental Help» є Вікторія Апанасенко, переможниця конкурсу «Міс Україна Всесвіт 2022».

### SEED

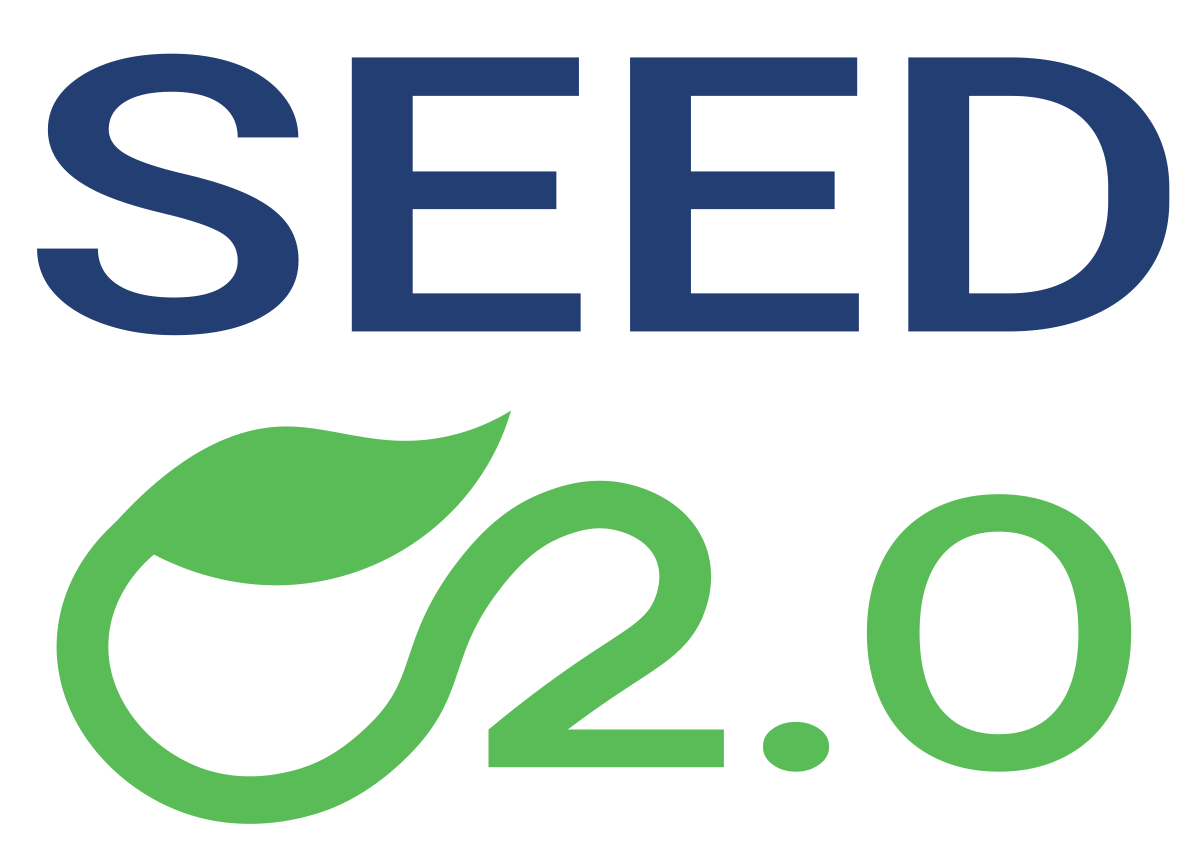
Підтримка малих агробізнесів

SEED 2.0 — це освітній проєкт від Глобального договору ООН в Україні, який реалізується за підтримки компанії PepsiCo та фінансування PepsiCo Foundation. Проєкт допомагає розвитку малих агробізнесів та втіленню найкращих бізнес-ідей в агросфері.
- S — Sustainable / сталість
- E — Empowering / розширення можливостей
- E — Ethic / етика
- D — Diverse / різноманіття

2022 року було проведено першу хвилю навчання на проєкті SEED. Для участі в освітньому проєкті було відібрано 150 учасників з усіх куточків України. За підсумками 15 учасників отримали гранти від PepsiCo Foundation, МХП, Syngenta в Україні та Глобального договору ООН в Україні. Отримані кошти аграрії використали для розвитку своїх підприємств.
2023 року проєкт продовжується під назвою SEED 2.0. 146 аграріїв проходять навчання, а в підсумку переможці отримають фінансову підтримку.

### Anti-Corruption Collective Action
Anti-Corruption Collective Action — це міжнародна програма з протидії корупції, до якої Україна доєдналася у 2020 році. Щорічно у рамках ініціативи ГД ООН в Україні проводить Антикорупційний тиждень, у якому беруть участь стейкхолдери, експерти з бізнесу, громадської сфери, урядових та міжнародних організацій. Організація ініціювала Меморандум про спільні дії з антикорупції в Україні. 

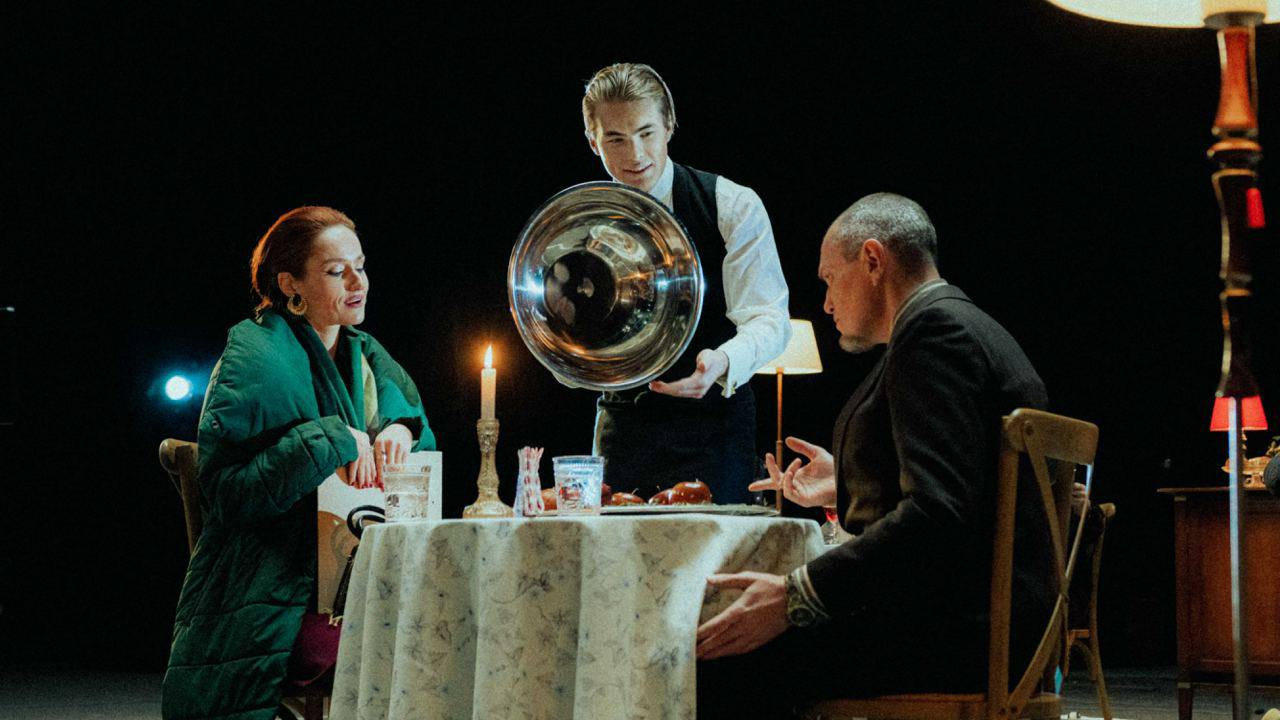
Кадр із відеокурсу «Антикорупція» «У бізнесі, побудованому на корупції, безпека не гарантована нікому...»

Два роки в рамках програми тривала робота над створенням навчального онлайн-курсу для малого та середнього бізнесу на тему антикорупції. В основі курсу — оновлена Типова антикорупційна програма НАЗК. До роботи над курсом було залучено 50 спеціалістів із досвідом у питаннях протидії корупції, ділової етики та доброчесності, а також профільні спеціалісти юридичної сфери, бізнесу, громадськості та органів державного самоврядування. На початку 2023 року Глобальний договір ООН в Україні презентував відеокурс «Антикорупція» для малого та середнього бізнесу. Його створено за інформаційної підтримки Міністерства цифрової трансформації України та Офісу з розвитку підприємництва та експорту. Переглянути освітній серіал можна на порталі Дія.Бізнес та платформі Дія.Цифрова освіта.
Мета курсу — допомогти випрацювати принципи доброчесної роботи малих та середніх підприємств, без яких нині неможливо бути ланкою ланцюга постачань великих українських та міжнародних компаній. Включення цих принципів у роботу малого та середнього бізнесу також є запорукою здорової економіки України.
Відеокурс містить 5 навчальних модулів, кожен із яких триває 5–8 хвилин, що забезпечує швидке та ефективне навчання. В основі курсу лежить Типова антикорупційна програми юридичної особи від НАЗК, рекомендації посібника із колективних дій проти корупції від Глобального договору ООН та міжнародні норми.

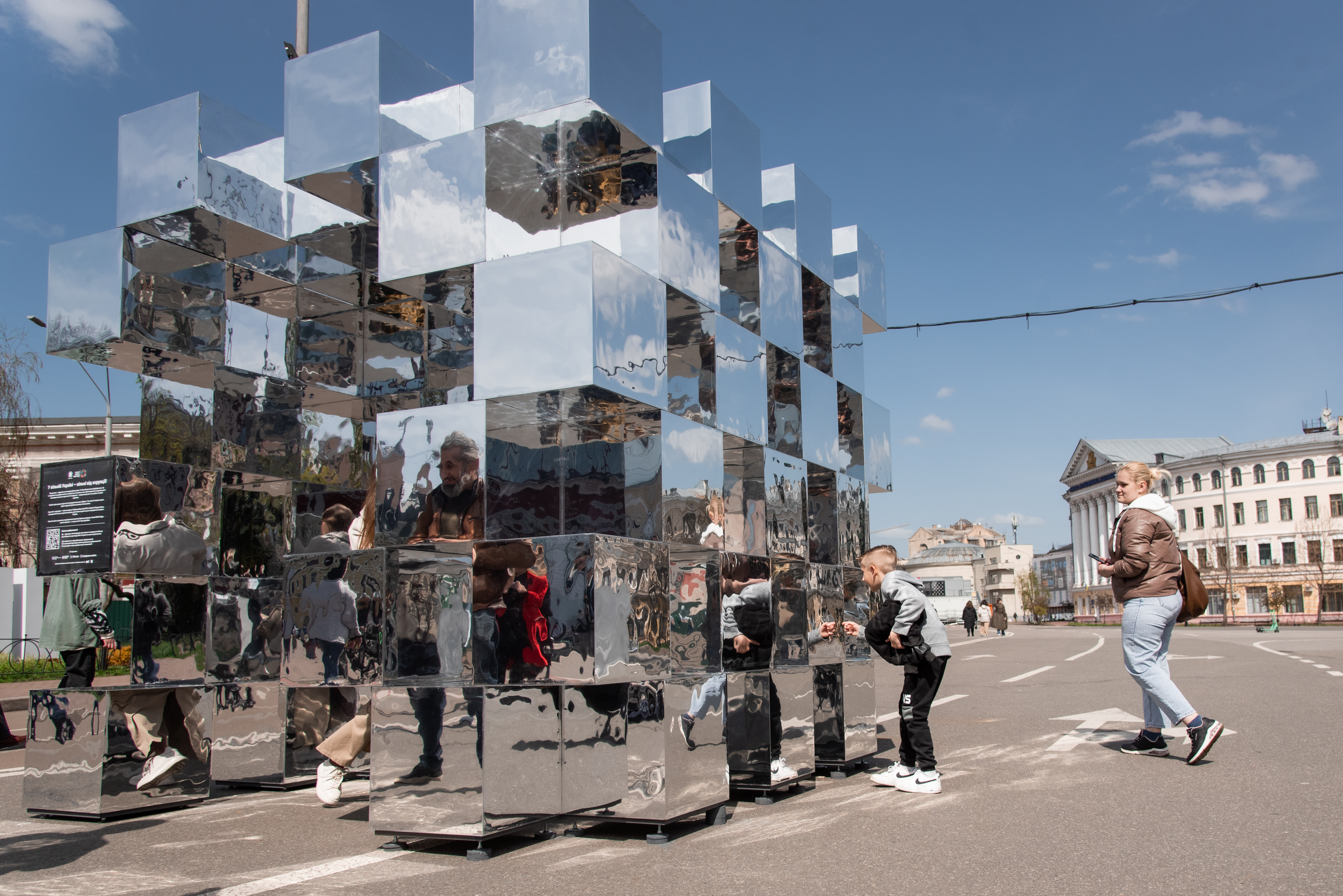
У вільній Україні — вільні від корупції!

Навесні 2023 року Глобальний договір ООН в Україні встановив у Києві на Подолі антикорупційний артоб'єкт. Mета інсталяції — привернути увагу до особистої відповідальності кожного з нас за викоренення корупції із суспільного життя України. Цей куб має дзеркальну поверхню, у якій кожен бачить своє відображення. Це символізує особисту відповідальність кожного з нас за існування явища корупції в українському суспільстві. Кожен найменший хабар створює передумови для толерування корупційних проявів на вищих рівнях. Тому подолання корупції починається з особистого неприйняття її в приватному житті.
Всередині об’єкт має форму лабіринту, який створює перешкоду для проходження через куб. У такий спосіб організатори підкреслюють, що викоренення корупції із суспільної культури — це непросте завдання, пов’язане з доланням численних перешкод. Щоб його виконати, необхідні колективні дії. Так, державний сектор, громадські організації та бізнеси, мусять об’єднатися і випрацювати принципи доброчесної взаємодії, що виключає будь-які корупційні ризики.

### Партнерство заради сталого розвитку
Партнерство заради сталого розвитку — це щорічна кампанія, започаткована локальною мережею Глобального договору в Україні у 2018 році, мета якої — просувати Цілі сталого розвитку та сприяти партнерству між бізнесом, бізнес-асоціаціями, урядами, громадянським суспільством та академічними установами. У рамках кампанії міжнародне журі визначає найкращі проєкти партнерства із залученням багатьох стейкхолдерів у категоріях:
Мир — права людини, сприяння мирному діалогу, протидія корупції, правова безпека, справедливість, соціальне забезпечення.
Планета — навколишнє середовище, поводження з відходами, зелена енергія, зміна клімату, захист біорізноманіття, стале споживання та управління водними ресурсами, сталий ланцюжок постачання, зелені інновації.
Економічний розвиток — економічне зростання, сталий розвиток міст, інфраструктури та громад.
Суспільство — інклюзивність, освіта, розширення можливостей молоді, культурне різноманіття, гендерна рівність, охорона здоров’я.

### IT-nation
IT-nation — це освітня ІТ-програма для жителів Донецької й Луганської областей, реалізована Мережею Глобального Договору в Україні за сприяння Проєкту USAID «Економічна підтримка Східної України» у 2020 році. Через військовий конфлікт на Сході України регіон зазнав суттєвих соціально-економічних потрясінь. Метою проєкту IT nation стало надання якісної онлайн ІТ освіти, що забезпечило жителям регіону можливість подальшого працевлаштування (в тому числі дистанційної роботи) та покращення якості спілкування та роботи за допомогою сучасних технологій. Проєкт забезпечив рівні умови в доступі до якісної ІТ-освіти, набуття hard та soft skills для жінок і чоловіків, молоді та пенсіонерів, працівників та безробітних у Донецькій та Луганській областях. Навчання відбулося за такими напрямами: Advanced Frontend Web Developer, Web Coder, Automation Software Tester, Manual Software Tester, Digital skills. Станом на січень 2021 700 осіб успішно завершили навчання.